# 3340-es busz
A 3340-es jelzésű regionális autóbusz Balassagyarmat, autóbusz-állomás és Rétság, autóbusz-forduló között közlekedik Ipolyszög, Érsekvadkert, Szátok és Tereske településeken keresztül. A járatot a Volánbusz Zrt. üzemelteti.
Munkanapokon közlekedik, a reggeli órákban pár járat Balassagyarmat, autóbusz-állomás felé Balassagyarmat belvárosán keresztül közlekedik.

## Megállóhelyei
| 0                                                                 | Balassagyarmat, autóbusz-állomás                             | 45    | 1A, 2C, 4, 6, 6A, 8, 8A, 9A, 9B, 3314 460 1010, 1011, 1012, 1013, 1306, 1308, 3080, 3081, 3305, 3312, 3313, 3315, 3322, 3336, 3340, 3342, 3343, 3344 | Balassagyarmat autóbusz-állomás Tesco áruház |
| csak az alábbi járatok: 6, 10, 12                                 |                                                              |       | | |
| ∫                                                                 | Balassagyarmat, OTP Hunyadi utca                             | +3    | 1, 1C, 2, 2C, 4, 6, 6A, 7, 7A, 7B, 8, 9, 9A, 9B, 3314 3081, 3313, 3318, 3320, 3322, 3325, 3326, 3329, 3332, 3336, 3341, 3342, 3343, 3344, 3345       | Mikszáth Kálmán Művelődési Központ, Salgótarjáni Szakképzési Centrum Szent-Györgyi Albert Gimnáziuma, Szakgimnáziuma és Szakközépiskolája, piac, Spar áruház, OTP Bank |
| ∫                                                                 | Balassagyarmat, Polgármesteri Hivatal Civitas Fortissima tér | +2    | 1, 1C, 3B, 4, 6, 6A, 7, 7B, 7D, 8, 9, 9A, 9B, 3314 3313, 3332, 3336, 3341, 3342, 3343, 3344, 3345                                                    | Városháza, Vármegyeháza, Jánossy Képtár, Tornay Galéria, Balassagyarmati Törvényszék, Civitas Fortissima tér                                                           |
| 5                                                                 | Balassagyarmat, Lidl áruház Madách liget                     | 40    | 1C, 6, 6A, 7, 7B, 8, 9, 9A, 9B, 3314 1010, 1011, 1012, 1013, 3313, 3336, 3341, 3342, 3343, 3344                                                      | Lidl áruház, Madách liget (lakótelep) |
| 6                                                                 | Balassagyarmat, vágóhíd Nagyliget                            | 39    | 3, 3C, 4, 9A 1010, 1013, 3313, 3336, 3341, 3342, 3343, 3344                                                                                          | Nagyligeti Sporttelep, Közép-Duna-völgyi Vízügyi Igazgatóság |
| 8                                                                 | Balassagyarmat (Újkóvár), szövetkezeti bolt                  | 37    | 1010, 1013, 3313, 3336, 3341, 3342, 3343, 3344 | |
| 11                                                                | Ipolyszög, bejárati út                                       | 34    | 1010, 1011, 1012, 1013, 3313, 3336, 3341, 3342, 3343, 3344                                                                                           | |
| 12                                                                | Ipolyszög, vasúti megállóhely bejárati út                    | 33    | 1010, 1012, 1013, 3313, 3336, 3341, 3342, 3343, 3344 S750                                                                                            | Ipolyszög |
| 14                                                                | Dejtári elágazás                                             | 31    | 1010, 1012, 1013, 3313, 3342, 3343, 3344 | |
| 17                                                                | Szent Lőrinc puszta                                          | 29    | 1010, 1013, 3313, 3336 | |
| 20-21                                                             | Érsekvadkert, központ                                        | 24-26 | 1010, 1011, 1012, 1013, 3313, 3336, 3342 | Polgármesteri Hivatal, Érsekvadkert |
| csak az alábbi járatok: 1, 9, 12 Szátokot és Tereskét nem érintik |                                                              |       | | |
| +2                                                                | Érsekvadkert, sportpálya                                     | +5    | 1010, 1013, 3313, 3336 | |
| +6                                                                | Pusztaberki elágazás                                         | +2    | 1010, 1011, 1012, 1013, 3313, 3336, 3343 | |
| 23                                                                | Érsekvadkert, újtelep                                        | 22    | 1010, 1013 | |
| 28                                                                | Szántok, tereskei elágazás                                   | 17    | 1010, 1013 | |
| 30                                                                | Szátok, Szabadság utca 10.                                   | 15    | 1010, 1013 | |
| 32-33                                                             | Tereske, földműves szövetkezet                               | 12-13 | 1010, 1013 | |
| 34                                                                | Tereske, újtelep                                             | 11    | 1010, 1013 | |
| 37                                                                | Tereskei elágazás                                            | 8     | 1010, 1011, 1012, 1013, 3313, 3336, 3343 | |
| 42                                                                | Romhányi elágazás                                            | 3     | 328, 329, 332, 337 1010, 1013, 3313, 3336, 3342, 3343                                                                                                | |
| 45                                                                | Rétság, autóbusz-forduló                                     | 0     | 328, 329, 332, 336, 337 1010, 1011, 1012, 1013, 3313, 3336, 3342, 3343                                                                               | autóbusz-forduló |